# 林周煥
林周煥（韓語：임주환，1982年5月18日—），韓國模特兒、男演員。

## 演藝經歷
1998年，還是高中生的林周煥開始登台走秀，大學時期加入頂級模特公司。曾在《花樣男子》中演出金汎的哥哥，除了在共兩集的短劇《沈青的回歸》中出演男主角，從2002年以演員身份活動。直到在MBC夏日納涼劇《令人垂涎之島》首次擔任主演，使他人氣急升。2011年5月17日下午在江原道春川入伍，2013年2月16日上午退伍。

## 圈內好友
林周煥與趙寅成、李光洙、金宇彬、車太鉉、金基邦、裴晟佑和EXO成員都敬秀共8名韓國演藝圈好友組成「趙Line」（趙寅成兄弟幫）。成員私下常常一起聚餐、結伴旅行、也一直為彼此的電影、電視劇應援。2020年12月30日的MBC演技大賞中，林周煥獲獎後向「趙Line」成員表示感謝:「總是告訴正確方向的車太鉉、趙寅成、金基邦前輩，還有很愛很尊敬的弟弟李光洙、金宇彬、都敬秀，真的非常感謝。 」

## 影視作品

### 電視劇
- 2002年：MBC《Non Stop 3》飾演 相親男
- 2004年：SBS《魔術（朝鲜语：매직 (드라마)）》（第6集）
- 2005年：KBS《這該死的愛情》（第3集）
- 2005年：KBS《別擔心（朝鲜语：걱정하지마）》飾演 李賢俊 （이현준）
- 2006年：KBS《雪之女王》飾演 徐建宇
- 2006年：KBS《Drama City－都市怪談，不可怕的童話》飾演 尹賢秀
- 2007年：KBS《Drama City－純潔的順怡》飾演 朴俊秀（박준수）
- 2007年：KBS《沈清的歸鄉》飾演 李鴻
- 2007年：MBC《拍賣行》飾演 李智雲（이지훈）
- 2008年：KBS《單身爸爸戀愛中》飾演 喜歡全郝利的一位醫生
- 2008年：MBC《綜合醫院2》飾演 李民洙（第6、7集客串）
- 2009年：KBS《花樣男子》飾演 蘇易賢
- 2009年：MBC《令人垂涎之島》飾演 朴奎 （박규）
- 2010年：MBC《大醬君與納豆王的結婚戰爭（朝鲜语：된장 군과 낫토 짱의 결혼 전쟁）》飾演 大天
- 2011年：MBN《What's up》飾演 張在憲(장재헌)
- 2013年：SBS《醜八怪警報》飾演 孔俊秀（공준수）
- 2014年：MBC《Drama Festival－馨榮堂日記》飾演 金尚淵
- 2015年：MBC《輝煌或瘋狂》飾演 王旭
- 2015年：tvN《Oh 我的鬼神君》飾演 崔成財
- 2016年：KBS《任意依戀》飾演 崔志泰（최지태）
- 2017年：tvN《河伯的新娘 2017》飾演 申后羿（신후예）
- 2018年：KBS《Drama Special－就這樣長久離別》飾演 裴尚希（배상희）
- 2019年：MBC《異夢》飾演 福田（후구다）
- 2019年：tvN《偉大的Show》飾演 姜俊浩（강준호）
- 2020年：MBC《The Game：向著零時》飾演 具道京（구도경）
- 2020年：MBC《愛我的間諜》飾演 德瑞克·玄（데릭현）
- 2022年：KBS《三兄妹要勇敢》飾演 李尚俊（이상준）
- 2025年：KBS《親密的雷普利》飾演

### 電影
- 2006年：《百萬富翁的初戀》飾演 承俊
- 2006年：《鬼魅兒（朝鲜语：아랑 (영화)）》飾演 賢基（青年）
- 2007年：《夢鎖幽情（朝鲜语：M (영화)）》飾演 傘人（特別出演）
- 2008年：《我的DoReMi男孩（朝鲜语：도레미파솔라시도）》飾演 尹在光
- 2008年：《霜花店》飾演 韓裴
- 2011年：《奇怪的客人們（朝鲜语：수상한 고객들）》飾演 金英卓
- 2014年：《技術者們》飾演 李周煥
- 2016年：《Broker》飾演 韓成浩PS（未開拍）
- 2017年：《因為愛》飾演 燦榮
- 2021年：《如果雨之後》飾演 朴英煥（特別出演）
- 2022年：《狼狩獵》飾演 表理事

### 舞台劇
- 2021年:《慾望號街車》飾演 스탠리

### MV
- 2004年：The One《I Do》（與韓佳人）
- 2006年：BoA《Key Of Heart》
- 2007年：申太權《Song For You》（與李英雅）
- 2007年：Acoutic D《愛的陰霾》
- 2017年：許閣《獨自，一杯》（與朴初瓏）

## 綜藝節目
- 2015年：《我也是電影導演 第一季》（ch CGV電影拍攝真人實境秀）
- 2023年：tvN《偶然成為社長3》[6]

## 獲獎經歷
- 2009年：大韓民國文化演藝大獎—Talent部門 新人獎《令人垂涎之島》
- 2013年：SBS演技大賞—新星獎《醜八怪警報》
- 2020年：MBC演技大賞—水木劇部門男子優秀演技獎《The Game：向著零時》、《愛我的間諜》
- 2022年：KBS演技大獎—長篇電視劇部門男子優秀演技獎《三姐弟要勇敢》

## 外部連結
- 林周煥的X（前Twitter）
- 林周煥的Instagram帳戶
- 林周煥在NAVER上的资料
- 林周煥在韩国电影数据库（KMDb）上的資料（韓語）
- 林周煥在互联网电影资料库（IMDb）上的資料（英文）